# Shaniko
Shaniko es una ciudad ubicada en el condado de Wasco en el estado estadounidense de Oregón. En el año 2000 tenía una población de 460 habitantes y una densidad poblacional de 22 personas por km².

## Geografía
Shaniko se encuentra ubicada en las coordenadas 45°0′11″N 120°45′11″O / 45.00306, -120.75306.

## Demografía
Según la Oficina del Censo en 2000 los ingresos medios por hogar en la localidad eran de $28,750 y los ingresos medios por familia eran $31,250. Los hombres tenían unos ingresos medios de $28,750 frente a los $43,333 para las mujeres. La renta per cápita para la localidad era de $15,617. Alrededor del 16.7% de la población estaban por debajo del umbral de pobreza.

## Localidades adyacentes
Diagrama de las localidades a un radio de 16 km a la redonda de Long Neck. 